# Enicospilus moea
Enicospilus moea es una especie de insecto del género Enicospilus de la familia Ichneumonidae del orden Hymenoptera.

Se distribuye principalmente en las zonas tropicales del continente americano. 

## Historia
Fue descrita científicamente por primera vez en el año 1928 por Cheesman.